# Estació de Gannes
L'estació de Gannes és una estació ferroviària situada al municipi francès de Gannes (al departament de l'Oise).
És servida pels trens del TER Picardie.
| Provinença | Estació anterior       | Línia        | Estació següent        | Destinació |
| ---------- | ---------------------- | ------------ | ---------------------- | ---------- |
| Amiens     | Breteuil-Embranchement | TER Picardie | Saint-Just-en-Chaussée | Paris-Nord |